# Bathyancistrolepis
Bathyancistrolepis is een geslacht van weekdieren uit de klasse van de Gastropoda (slakken).

## Soort
- Bathyancistrolepis trochoideus (Dall, 1907)